# Lubowi kapiec!
Lubowi kapiec! – Live '95 (Любови капиец! – Live '95, pol. Miłości kres! – Na żywo '95) – pierwszy album koncertowy białoruskiego zespołu rockowego Lapis Trubieckoj, nagrany podczas koncertu z serii „Rok aboniemient” i wydany w czerwcu 1995 roku.

## Lista utworów
| Nr | Tytuł utworu                        | Oryginalna pisownia tytułu       | Długość |
| -- | ----------------------------------- | -------------------------------- | ------- |
| 1. | „Czachotocznyj malczik rubit drowa” | «Чахоточный мальчик рубит дрова» |         |
| 2. | „Au”                                | «Ау»                             |         |
| 3. | „Miełancholija”                     | «Меланхолия»                     |         |
| 4. | „Parieniok pod sledstwijem”         | «Паренёк под следствием»         |         |
| 5. | „Estradnaja”                        | «Эстрадная»                      |         |
| 6. | „Aby-czo”                           | «Абы-чо»                         |         |
| 7. | „Paragałaktika”                     | «Парагалактика»                  |         |
| 8. | „Lubowi kapiec”                     | «Любови капец»                   |         |
| 9. | „Wau, wau, cyki cyk”                | «Вау, вау, цыки цык»             |         |

## Twórcy
- Siarhiej Michałok – wokal, akordeon
- Rusłan Uładyka – gitara
- Aleh Uścinowicz – gitara basowa
- Alaksiej Lubawin – perkusja[1]